# Kleine Lindenblattwespe
Die Kleine Lindenblattwespe (Caliroa annulipes) ist eine Pflanzenwespe aus der Familie der Echten Blattwespen (Tenthredinidae). Sie sind im gemäßigten Klima der gesamten Nordhalbkugel verbreitet.

## Merkmale
Die Wespen werden fünf bis sechs Millimeter lang und haben eine unauffällige, schwarze Färbung.

## Lebensweise
Die Tiere kommen häufig am Waldrand zwischen Mai und September vor. Die teilweise durchsichtig und grünen Larven sind schleimig und ähneln Nacktschnecken. Sie leben an verschiedenen Laubbäumen, bevorzugt aber an Eichen. 